# Zimowe Mistrzostwa Polski Seniorów w Lekkoatletyce 1948
10. Zimowe mistrzostwa Polski Seniorów w Lekkoatletyce – zawody sportowe, które rozegrano 28 i 29 lutego 1948 w hali Wojewódzkiego Urzędu WF i PW w Olsztynie.

## Rezultaty

### Mężczyźni
| Konkurencja:              | 1. miejsce                                                                        | Rezultat | 2. miejsce                                                                     | Rezultat | 3. miejsce                                                                           | Rezultat |
| Bieg na 60 m              | Emil Kiszka Lignoza Krywałd                                                       | 6,9      | Bogdan Lipski AZS Olsztyn                                                      | 6,9      | Gerard Mach Zryw Gdańsk                                                              | 7,0      |
| Bieg na 800 m             | Leon Statkiewicz Syrena Warszawa                                                  | 2:05,0   | Roman Korban Zryw Gdańsk                                                       | 2:09,5   | Tadeusz Wideł Cracovia                                                               | 2:10,0   |
| Bieg na 3000 m            | Jan Kielas Zryw Gdańsk                                                            | 9:05,0   | Stanisław Boniecki Zryw Gdańsk                                                 | 9:07,2   | Napoleon Dzwonkowski Zryw Włocławek                                                  | 9:19,7   |
| Bieg na 60 m przez płotki | Edward Adamczyk Odra Wrocław                                                      | 8,6      | Tadeusz Pawłowski DKS Łódź                                                     | 9,0      | Witold Gerutto Syrena Warszawa                                                       | 9,2      |
| Sztafeta 4 × 50 m         | Lechia Olsztyn Stanisław Klemens Zdzisław Klemens Henryk Rosochacki Jan Rutkowski | 26,6     | Wybrzeże Gdańsk Paweł Wendt Włodzimierz Cłapiński Józef Nierzwicki Henryk Mach | 26,8     | Zryw Gdańsk Wacław Lewiński Franciszek Balcerek Aleksander Żyliński Edmund Myśliński | 27,1     |
| Sztafeta 3 × 800 m        | Cracovia Tadeusz Szymański Józef Kolejka Tadeusz Wideł                            | 6:44,0   | Zryw Gdańsk Gerard Mach Jan Wenta Roman Korban                                 | 6:45,0   | Pomorzanin Toruń Henryk Tokarski Mieczysław Lewicki H. Matusiak                      | 6:51,0   |
| Skok wzwyż                | Jerzy Dręgiewicz Cracovia                                                         | 1,85     | Edward Adamczyk Odra Wrocław                                                   | 1,80     | Witold Gerutto Syrena Warszawa                                                       | 1,80     |
| Skok o tyczce             | Antoni Morończyk AZS Kraków                                                       | 3,70     | Alfons Małecki Pafawag Wrocław                                                 | 3,60     | Ryszard Groman GKS Białystok                                                         | 3,40     |
| Skok w dal                | Edward Adamczyk Odra Wrocław                                                      | 7,15     | Tadeusz Pawłowski DKS Łódź                                                     | 6,69     | Emil Kiszka Lignoza Krywałd                                                          | 6,61     |
| Trójskok                  | Wacław Kuźmicki DKS Łódź                                                          | 13,46    | Tadeusz Krzyżanowski Zryw Gdańsk                                               | 13,05    | Tadeusz Abramski Społem Olsztyn                                                      | 12,81    |
| Pchnięcie kulą            | Mieczysław Łomowski Zryw Gdańsk                                                   | 14,77    | Witold Gerutto Syrena Warszawa                                                 | 14,57    | Tadeusz Krzyżanowski Zryw Gdańsk                                                     | 13,71    |

### Kobiety
| Konkurencja:              | 1. miejsce                                                                 | Rezultat | 2. miejsce                                                             | Rezultat | 3. miejsce                                                                               | Rezultat |
| Bieg na 60 m              | Mieczysława Moder AZS Łódź                                                 | 8,0      | Maria Brocek Gedania Gdańsk                                            | 8,1      | Helena Gburek GKS Grudziądz                                                              | 8,2      |
| Bieg na 500 m             | Genowefa Cieślik Lechia Poznań                                             | 1:30,7   | Gabriela Hećko Wybrzeże Gdańsk                                         | 1:32,9   | Lidia Brodek Wybrzeże Gdańsk                                                             | 1:34,5   |
| Bieg na 50 m przez płotki | Leokadia Penners Gedania Gdańsk                                            | 8,2      | Janina Peska Łódzki Klub Sportowy                                      | 8,5      | Magdalena Abakanowicz Wybrzeże Gdańsk                                                    | 10,7     |
| Sztafeta 4 × 50 m         | Gedania Gdańsk Leokadia Penners Olga Wyrobek Maria Brocek Stanisława Garal | 30,6     | Lechia Poznań Z. Ostojska Cichowlaz Pilc Genowefa Cieślik              | 32,1     | Wybrzeże Gdańsk Halina Nierzwicka Magdalena Abakanowicz Gabriela Hećko Wanda Przestępska | 33,2     |
| Skok wzwyż                | Leokadia Penners Gedania Gdańsk                                            | 1,43     | Irena Felchnerowska Pomorzanin Toruń Janina Peska Łódzki Klub Sportowy | 1,33     |                                                                                          |          |
| Skok w dal                | Mieczysława Moder AZS Łódź                                                 | 5,16     | Helena Gburek GKS Grudziądz                                            | 5,12     | Gertruda Gębolis Batory Chorzów                                                          | 5,07     |
| Pchnięcie kulą            | Melania Sinoracka Pomorzanin Toruń                                         | 10,81    | Anna Cieślewicz Pocztowiec Olsztyn                                     | 10,42    | Janina Peska Łódzki Klub Sportowy                                                        | 9,80     |